# 胡昂
胡昂（1456年—？），字文謙，北直隸保定府定興縣人，官籍，明朝政治人物。

## 生平
成化十三年（1477年）丁酉科順天府鄉試第十五名舉人。成化十七年（1481年）中式辛丑科會試第二百五十五名，三甲第四十三名進士。历官刑部郎中。正德初，出任襄阳府知府，五年八月升湖广按察司副使，六年八月被御史张琏弹劾其贪污，被勒令冠帶閑住。

## 家族
曾祖胡林；祖父胡本，百户；父胡𤣲，百戶。母李氏。具慶下。